# Gillis Neyts
Gillis Neyts o Aegidius Neyts  (1618 o 1623-1678) fue un pintor, dibujante y grabador flamenco. Fue un pintor de paisajes que actualmente es conocido principalmente por sus vistas  italianizantes y por sus dibujos topográficos de lugares del sur de los Países Bajos. Menos prolífico como pintor paisajista, también realizó una serie de estampas de paisajes. Además dejó una gran cantidad de estudios de figura. 

## Biografía
El lugar y fecha de su nacimiento no se conocen con certeza. Es probable que naciera en Gante, donde fue bautizado el 4 de mayo de 1623. Sin embargo, también hay un registro en Namur con fecha 10 de junio de 1665, en el que figura como nativo de Overijse. Un álbum con dibujos lo menciona como oriundo de Lille.

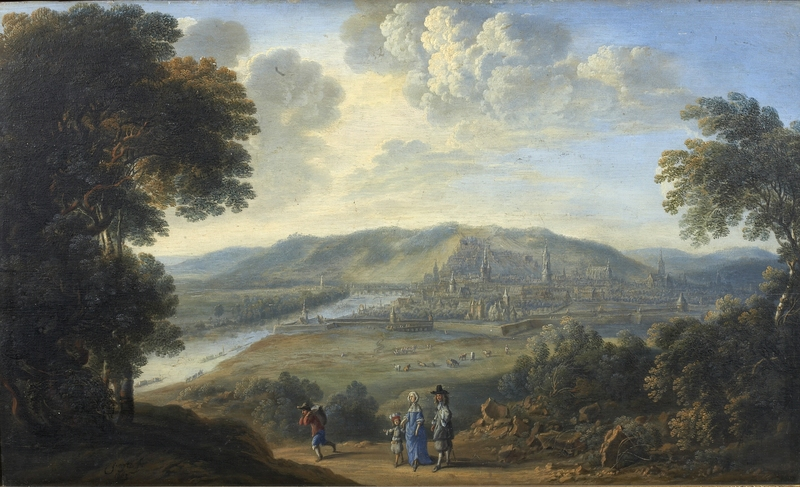
Vista de Namur

No está claro con quién aprendió. Algunos eruditos mencionan como posible profesor al pintor, dibujante y grabador de Amberes Lucas van Uden, ya que algunas de las pinturas de paisajes de Neyts reflejan el estilo de este. Sin embargo, no hay evidencia para este supuesto pupilaje. En 1643 vivía en Amberes, donde se casó con Clara de la Porte. La pareja tuvo dos hijas y un hijo. En 1647 se inscribió en el gremio de San Lucas en Amberes como maestro pintor y grabador. En 1650 pasó algún tiempo en Dordrecht. En 1653 podría haber hecho un viaje a España, ya que se sabe que hizo planes para realizarlo.
Desde 1662 se sabe que trabajó en el valle del Mosa alrededor de Namur y Huy, donde realizó muchos estudios de paisajes. En 1665 está registrado como ciudadano de Namur. Disfrutó del patrocinio de los monasterios locales. Colaboró con Jacques Nicolaï, quien pintó las figuras en 18 paisajes encargados por la iglesia del convento de Croisiers en Namur. Viajó extensamente por la región del Mosa y retrató sus ciudades, valles abruptos, imponentes castillos, ruinas, ríos y bosques exuberantes. Probablemente trabajó en Lille a fines de la década de 1670. Sobre la base de un dibujo de Amberes, se cree que regresó a Amberes alrededor de 1680. Permaneció allí hasta su muerte alrededor de 1687, año en que el registro del gremio de San Lucas menciona el pago de su deuda de muerte. Fue enterrado en la catedral de Amberes.

## Trabajo

### General
Mientras que en su carrera temprana Gillis Neyts realizó algunas pinturas religiosas y mitológicas, la gran mayoría de su producción posterior fue como paisajista. Sus temas son imaginarios, panoramas idealizados o vistas topográficas de ciudades y pueblos. A menudo colocaba figuras en sus paisajes para animar el primer plano o la composición. Incluso sus obras sobre temas religiosos fueron paisajes con pequeñas figuras devocionales incluidas. Se han conservado muchos de sus estudios de figura. También produjo una serie de vistas del puerto con los barcos.
Neyts pudo desarrollar sus paisajes con una variación infinita tanto en la técnica como en la escala. Las pinturas y dibujos se caracterizan por la alta calidad de su ejecución y el deseo constante de traducir la atmósfera pacífica de las regiones que visitó. Una gran parte de su producción consiste en dibujos y, en menor medida, en pinturas. Hizo versiones impresas de algunas de sus obras.

### Dibujos

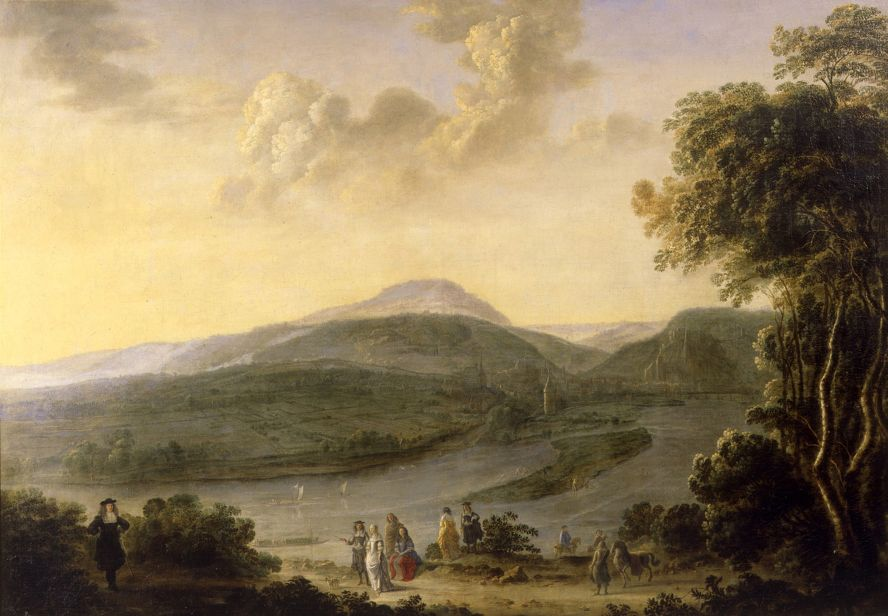
Paisaje del Mosa con la ciudad de Huy en 1663.

Un gran número de sus dibujos de paisajes y figuras se han conservado y se encuentran en las colecciones del Museo Británico, el Louvre, la Colección Frits Lugt en París, la Royal Collection y el Rijksmuseum.
Muchos de los dibujos están firmados o forman parte de álbumes de dibujo. La mayoría de estos dibujos son pequeños y están realizados en tinta marrón o negra con una punta fina. Algunos de los dibujos están en vitela. Neyts fue, junto con Jan Siberechts y Lucas van Uden, uno de los artistas más destacados en el uso de acuarelas en sus dibujos. Su pluma es delicada y se caracteriza por el uso de numerosos puntos y trazos cortos de la pluma, a veces acompañados por largas líneas sinuosas. Ocasionalmente los dibujos de Neyts se completan a la aguada gris o acuarela.
Algunas de las escenas imaginarias incorporan vistas lejanas de las agujas de la iglesia de Amberes. Wenceslaus Hollar y el estilo caligráfico de Jacques Callot probablemente influyeron en sus dibujos de paisajes. Es probable que hubiera conocido las estampas de estos artistas en lugar de sus dibujos.

### Pinturas
Sus pinturas también representaban vistas imaginarias y, con menos frecuencia, reales. Por lo general, se encuentran en los tonos azul verdoso característicos de sus contemporáneos flamencos, como Lucas van Uden y Gillis Peeters.

### Grabado
Neyts realizó varios grabados, a veces según sus propios dibujos, mientras que otros artistas utilizaron sus diseños para sus propios grabados. Las estampas de Neyts muestran el mismo estilo personal que sus dibujos.

## Notas

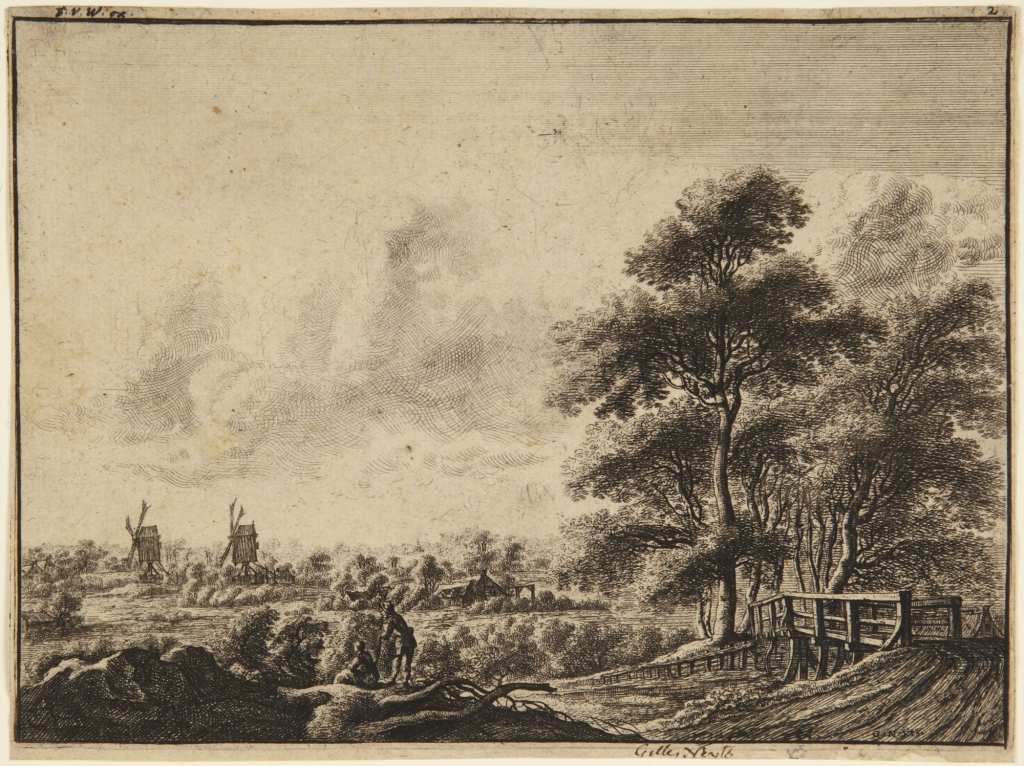
El pequeño puente